# ایست نیپلز (فلوریدا)
ایست نیپلز (به انگلیسی: East Naples) یک منطقهٔ مسکونی در ایالات متحده آمریکا است که در شهرستان کلیر، فلوریدا قرار دارد.